# آن فیربنک
آن فیربنک (انگلیسی: Ann Firbank؛ ‏ ۹ ژانویهٔ ۱۹۳۳) بازیگر اهل بریتانیا است.
از فیلم‌ها یا برنامه‌های تلویزیونی که وی در آن نقش داشته‌است، می‌توان به جنگ ستارگان: خیزش اسکای‌واکر، آنا و شاه، برخورد کوتاه، یکشنبه خونین یکشنبه، تصادف، عزیز، آدمکشان میدسامر، پوآرو، روایت نلی، اسکارلت پیمپرنل و گذرگاهی به هند اشاره کرد.